# Oscar Chichoni
Oscar Chichoni (Corral de Bustos, 14 luglio 1957) è un fumettista e illustratore argentino noto in Italia, in particolare, per le copertine dei Classici Urania.

## Biografia
Chichoni nacque a Corral de Bustos, nella provincia di Córdoba, in Argentina; da autodidatta pubblicò il suo primo fumetto a 17 anni per la rivista argentina Record.
Successivamente si dedicò alla pittura, passando due anni come apprendista presso il pittore Alvaro Izurieta e pubblicando numerose copertine di libri per le Edizioni Minotauro e la rivista Fierro; a metà degli anni ottanta si trasferì in Europa lavorando principalmente  per la Arnoldo Mondadori sulle collane Urania e Classici Urania.
Dal 1995 lavora come free-lance nel cinema (illustratore per Restoration - Il peccato e il castigo, e il conceptual design e illustrazioni del film mai realizzato Megalopolis di Francis Ford Coppola), oltre che nei videogame, avendo collaborato, tra l'altro, alla parte grafica di Broken Sword: Il sonno del drago e con Douglas Adams per realizzare Starship Titanic.
Nel 2000 ha pubblicato Mekanika, la sua prima collezione di lavori.

## Riconoscimenti
- Premio Caran d'Ache al Salone Internazionale dei Comics (1986)